# Берзкалненская волость
Берзкалненская волость или Берзкалнская волость (латыш. Bērzkalnes pagasts) — одна из 19 волостей Балвского края в Латвии. Волостной центр — село Берзкалне.
На начало 2015 года население волости составляло 457 постоянных жителей.